# Giulia Piersanti
Giulia Piersanti (Roma, 1976) è una costumista italiana, vincitrice del Nastro d'argento e del Ciak d'oro.

## Biografia
Nata a Roma, si trasferisce con la famiglia a Parigi, per formazione professionale vive un'esperienza a Los Angeles per poi rientrare in Italia trasferendosi a Milano.
Nel cinema è stretta collaboratrice del regista Luca Guadagnino.

## Filmografia

### Cinema
- A Bigger Splash, regia di Luca Guadagnino (2015)
- Chiamami col tuo nome (Call Me by Your Name), regia di Luca Guadagnino (2017)
- Suspiria, regia di Luca Guadagnino (2018)
- Beckett, regia di Ferdinando Cito Filomarino (2021)
- Bones and All, regia di Luca Guadagnino (2022)
- After the Hunt - Dopo la caccia (After the Hunt), regia di Luca Guadagnino (2025)

### Televisione
- We Are Who We Are, regia di Luca Guadagnino (2020)

## Premi e riconoscimenti
- David di Donatello
  - 2019 – Candidatura a migliori costumi per Chiamami col tuo nome

- Nastro d'argento
  - 2019 - Migliori costumi per Suspiria

- Ciak d'oro
  - 2016 – Candidatura ai migliori costumi per A Bigger Splash
  - 2018 – Candidatura ai migliori costumi per Chiamami col tuo nome
  - 2019 – Migliori costumi per Suspiria